# Club de Vela de Stavanger
El Club de Vela de Stavanger (Stavanger Seilforening en idioma noruego y oficialmente) es un club náutico ubicado en Hundvåg, Stavanger (Noruega).

## Historia
Fue fundado en 1906 en la isla de Sølyst, una situación privilegiada de Stavanger donde permanece desde entonces, lo que le convierte en uno de los clubes más antiguos de Noruega. Posteriormente adquirió las instalaciones de Langøy, donde mantiene una escuela de vela.

## Flotas
Sus flotas más activas son las de Optimist, Laser y Snipe.